# Katsuobushi
Katsuobushi (Japans: 鰹節) is een gedroogde, gefermenteerde en gerookte gestreepte tonijn (echte bonito), die veel wordt gebruikt in de Japanse keuken.
De schaafsels van katsuobushi vormen het hoofdingrediënt van dashi, een bouillon die in de Japanse keuken wordt gebruikt als basis voor talloze recepten. De dunne schaafsels, ook wel bonito-vlokken (bonito flakes) genoemd, worden als garnering op warme gerechten gebruikt. Door de opstijgende warmte bewegen de vlokken en lijken ze te dansen.
De typische umamismaak van komt van het hoge gehalte aan inosinezuur, rookaroma's en zout.

## Fermentatieproces
Aan Katsuobushi gaat een lang productieproces vooraf en omvat fileren, koken en uitbenen, gevolgd door roken/drogen boven hout. De gedroogde en gerookte tonijn wordt maanden tot zelfs jaren in de zon gelegd om te drogen en te gisten. Gedurende dit proces wordt de vis ingesmeerd met een soort schimmel. Dit resulteert in een blok vis zo hard als hout, die vervolgens geschaafd wordt tot flinterdunne vlokken. Traditioneel werd dit gedaan in een houten schaafkist, waar de vlokken neervallen in een lade onder het schaafmes.

## Gezondheid
Tijdens het roken en drogen ontstaan hogere concentraties PAK's. Omdat lagere gehalten aan PAK's in het product niet haalbaar zijn, is door de EU aparte wetgeving gemaakt voor producten als katsuobushi.

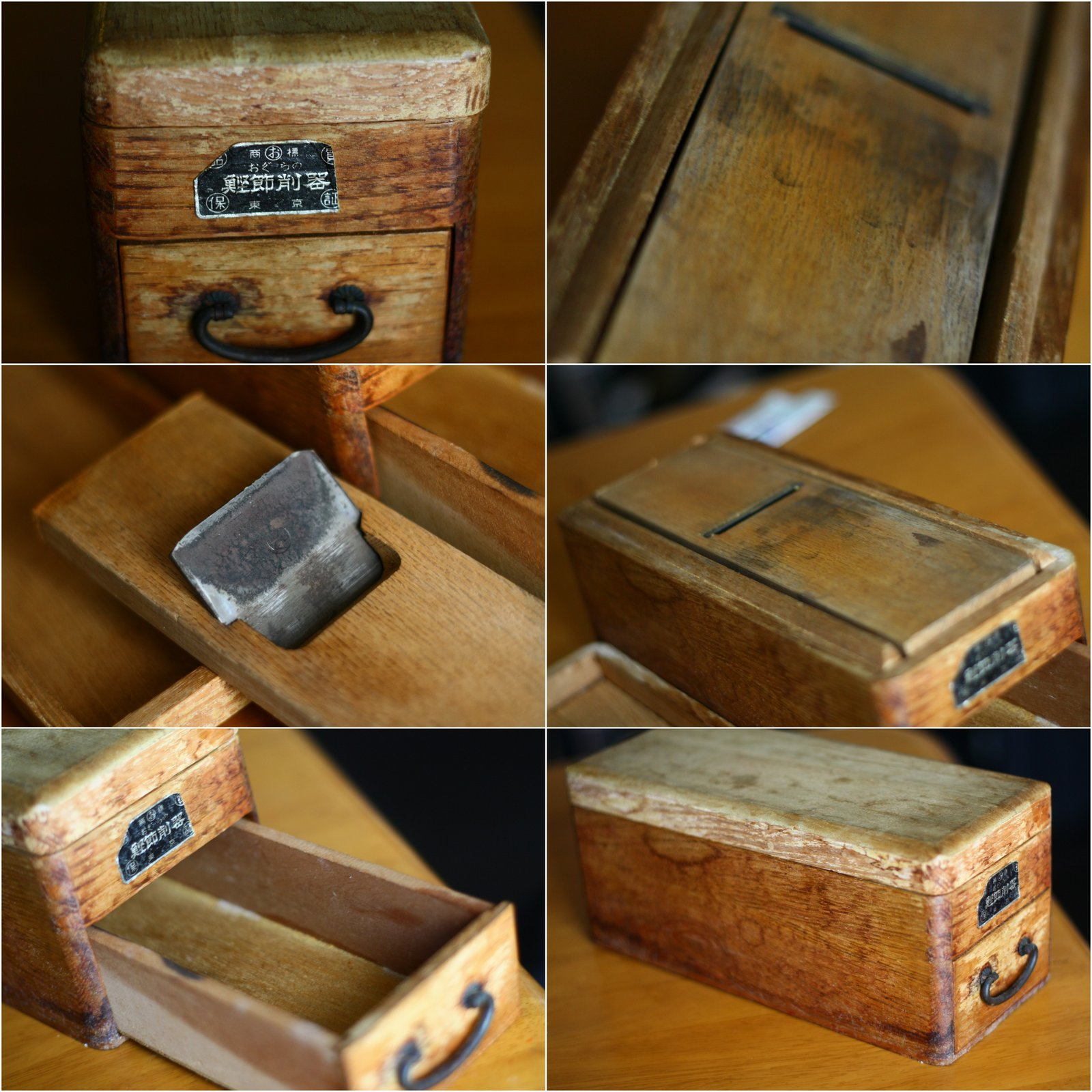
Traditionele katsuobushi-schaafkist
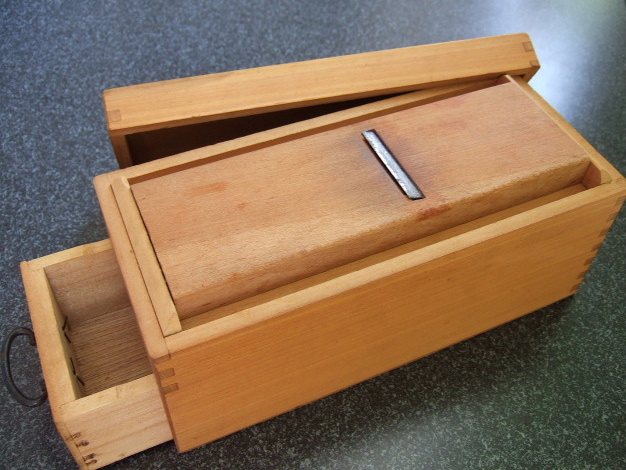
Traditionele katsuobushi-schaafkist
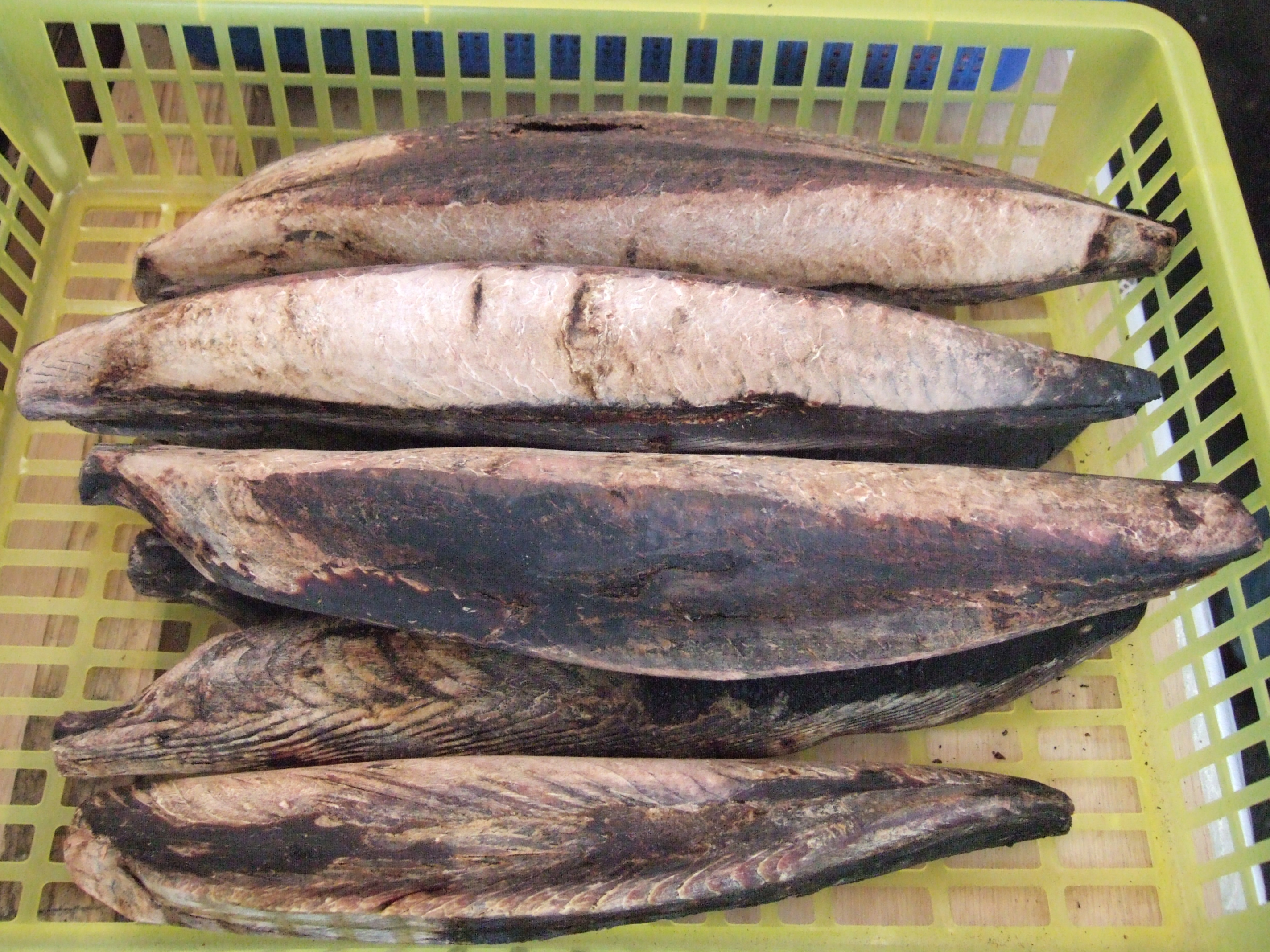
Gedroogde, gefermenteerde en gerookte katsuobushi, nog voor het schaven
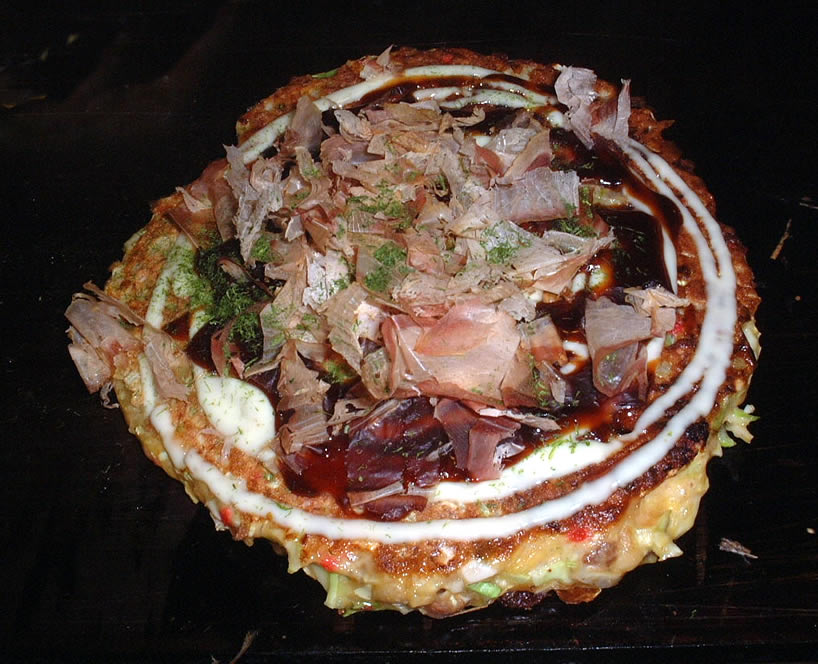
Okonomiyaki met een topping van bonito-vlokken